# Themacrys
Themacrys là một chi nhện trong họ Phyxelididae.

## Các loài
- Themacrys cavernicola (Lawrence, 1939)
- Themacrys irrorata Simon, 1906
- Themacrys monticola (Lawrence, 1939)
- Themacrys silvicola (Lawrence, 1938)
- Themacrys ukhahlamba Griswold, 1990